# Charles Paolini
Œuvres principales
Le Fou de Bassan, 2008.
Charles Paolini (né en Corse en 1936) est un réalisateur de télévision et un écrivain français.
Passionné de la mer, il commence sa carrière à la télévision en tournant avec l'équipe du commandant Cousteau, ainsi qu'avec Alain Colas et Éric Tabarly.
Il réalise plusieurs reportages pour les émissions de Cinq colonnes à la une ou des Coulisses de l'exploit. Au total, il réalise plus de 200 émissions de télévision.
Il aborde la littérature dans les années 1990 en collaboration sur des ouvrages avec Franck Fernandel et Alain Bombard. Dans les années 2000, il est l'auteur de plusieurs ouvrages consacrés à sa passion pour la mer.